# 邻苯二甲酸酯

鄰苯二甲酸酯的结构通式

鄰苯二甲酸酯（Phthalates，PAEs），又称酞酸酯，統稱鄰苯二甲基酯類，主要做為塑化劑（增塑劑）使用，添加到塑膠中以增強彈性、透明度、耐用性和使用壽命。鄰苯二甲酸酯也可用來軟化聚氯乙烯（PVC）。鄰苯二甲酸酯類是使用最廣泛、品種最多、產量最大的增塑劑。当被用作塑料增塑剂时，一般指的是鄰苯二甲酸与1～15个碳的醇形成的酯。其中鄰苯二甲酸二辛酯（如DEHP）是最重要的品种。
由於鄰苯二甲酸酯存在其健康隱患，美國、加拿大、歐盟地區正逐步將其從多種產品中淘汰。
鄰苯二甲酸酯在多種產品中使用，例如藥丸及營養補品的腸衣、粘度劑、膠凝劑、助膜劑、穩定劑、分散劑、潤滑劑、粘結劑、乳化劑及懸浮劑等，其應用領域涵蓋粘合劑和膠水、電子業、農業佐劑、建築材料、個人護理產品、醫療器械、洗滌劑和表面活性劑、包裝業、兒童玩具、雕塑土、蠟、油漆、油墨、塗料、藥物、食品和紡織業等。
由於鄰苯二甲酸酯與塑膠混合時未形成共價鍵，因此它極易釋放到環境中且隨著塑膠的老化和分解，其釋放速度加快，如此使得人們身處富含鄰苯二甲酸酯的環境中，美國疾病控制與預防中心對許多美國人進行檢查，發現他們的尿液中有多種鄰苯二甲酸酯的代謝物。鄰苯二甲酸酯類塑化劑並非通過化學鍵與聚氯乙烯結合，因此它們很容易浸出和揮發到食物或大氣中。直接使用或者身處污染的環境中都會接觸到鄰苯二甲酸酯，其中飲食是鄰苯二甲酸二辛酯（DEHP）和其他鄰苯二甲酸酯的主要來源而牛奶、黃油和肉類這些高脂食物則是重要來源。
研究發現處在高劑量鄰苯二甲酸酯環境中的齧齒動物，激素水準發生改變且導致先天畸形。

## 历史
1846年以來，硝酸纖維的發展使得蓖麻油於1856年首次獲得了塑化劑專利；1870年，樟腦成為更好的硝酸纖維塑化劑；鄰苯二甲酸酯在19世紀20年代首次引入，並迅速取代有揮發性和難聞氣味的樟腦；1931年，聚氯乙烯的商業化和鄰苯二甲酸二辛酯的發展使塑化劑PVC行業走向繁榮。

## 性质
一般為揮發性很低、穩定性高且無色具有芳香氣味或無氣味的粘稠油狀液體。在水中溶解度很小，容易溶於多數非極性有機溶劑中。
鄰苯二甲酸酯是鄰苯二甲酸（又名1,2-苯二甲酸，不要與同分異構的對苯二甲酸或間苯二甲酸混淆）的二烷基或烷芳基酯；鄰苯二甲酸酯的（phthalate）名稱源於鄰苯二甲酸（phthalate acid），而它本身源於單詞“萘（naphthalene）”。將鄰苯二甲酸酯加入塑膠中會形成長聚乙烯醇分子以防止彼此滑動。鄰苯二甲酸酯是清亮糖漿狀粘稠液體，低水溶性，高油溶性和低揮發性，極性羧基對它的物理性質基本沒有影響，除非R和R'基團（例如乙基或甲基基團）非常小的情況，它們是由鄰苯二甲酸酐和適當醇類（通常6-13個碳原子）反應生成的無色無味液體， 
19世紀60年代以來，鄰苯二甲酸酯和其他分子賦予極性聚合物增塑性的機理一直是研究熱點。這個機理是鄰苯二甲酸酯分子極性中心（C=O官能團）和碳-氯鍵中碳原子上的乙烯鏈正電荷區域間的一種極性相互作用。為了建立這種聯繫，需要在塑化劑存在時加熱聚合物，先超過聚合物的玻璃轉化溫度然後進入融化狀態，使聚合物與塑化劑親密混合，以便發生這些相互作用。冷卻時，這些相互作用依然存在且PVC鏈網路無法重組（就如未塑化PVC和PVC-U中一樣）。鄰苯二甲酸酯的烷基鏈與PVC鏈也相互掩藏，這就解釋了為什麼這些鏈長度的微小改變會影響塑化效果。

## 制法
由鄰苯二甲酸酐与醇在酸催化剂（如硫酸）存在下酯化而成。

## 種類

### 二酯

#### 两个醇相同
| 名稱                                                                                           | 縮寫      | 結構式 | 分子量  | CAS編號    |
| ---------------------------------------------------------------------------------------------- | --------- | ------ | ------- | ---------- |
| 鄰苯二甲酸二甲酯 （Dimethyl Phthalate）                                                        | DMP       |        | 194.18  | 131-11-3   |
| 鄰苯二甲酸二乙酯 （Diethyl Phthalate）                                                         | DEP       |        | 222.24  | 84-66-2    |
| 鄰苯二甲酸二丙酯 （Di-n-propyl Phthalate）                                                     | DPrP      |        | 250.29  | 131-16-8   |
| 邻苯二甲酸二异丙酯 （Di-i-propyl Phthalate）                                                   | DiPrP     |        | 250.29  | 605-45-8   |
| 邻苯二甲酸二丙烯酯 （Di-2-propenyl Phthalate）                                                 | DAP       |        | 246.26  | 131-17-9   |
| 邻苯二甲酸二(2-甲氧基)乙酯 （Bis(2-methoxyethyl) phthalate）                                   | BMOP DMEP |        | 282.29  | 117-82-8   |
| 鄰苯二甲酸二丁酯 （Di-n-butyl Phtalate）                                                       | DBP       |        | 278.34  | 84-74-2    |
| 鄰苯二甲酸二异丁酯 （Diisobutyl Phthalate）                                                    | DIBP      |        | 278.34  | 84-69-5    |
| 邻苯二甲酸二(2-乙氧基)乙酯 （Bis(2-ethoxyethyl) phthalate）                                    | BEOP DEEP |        | 310.34  | 605-54-9   |
| 鄰苯二甲酸二戊酯 （Di-n-pentyl Phthalate）                                                     | DNPP      |        | 306.40  | 131-18-0   |
| 邻苯二甲酸二异戊酯 （Di-iso-pentyl Phthalate）                                                 | DIPP      |        | 306.40  | 605-50-5   |
| 邻苯二甲酸二己酯 （Di-n-hexyl Phthalate）                                                      | DNHP      |        | 334.45  | 84-75-3    |
| 邻苯二甲酸二异己酯 （Di-iso-hexyl Phthalate）                                                  | DIHxP     |        | 334.45  | 68515-50-4 |
| 邻苯二甲酸二环己酯 （Dicyclohexyl phthalate）                                                  | DCHP      |        | 330.42  | 84-61-7    |
| 邻苯二甲酸二(2-丁氧基)乙酯 （Bis(2-butoxyethyl) phthalate）                                    | BBOP DBEP |        | 366.45  | 117-83-9   |
| 邻苯二甲酸二正庚酯 （Di-n-heptyl phthalate）                                                   | DNHpP     |        | 362.5   | 3648-21-3  |
| 邻苯二甲酸二异庚酯 （Diisoheptyl phthalate）                                                   | DIHpP     |        | 362.5   | 41451-28-9 |
| 鄰苯二甲酸二正辛酯 （Di-n-octyl Phthalate）                                                    | DNOP DOP  |        | 390.56  | 117-84-0   |
| 鄰苯二甲酸二(2-乙基己)酯 （Di(2-ethylhexyl)Phthalate） 鄰苯二甲酸二辛酯 （Di-octyl Phthalate） | DEHP DOP  |        | 390.56  | 117-81-7   |
| 邻苯二甲酸二异辛酯 （Diisooctyl Phthalate）                                                    | DIOP      |        | 390.56  | 27554-26-3 |
| 鄰苯二甲酸二正壬酯 （Di-n-nonyl phthalate）                                                    | DNP       |        | 418     | 84-76-4    |
| 鄰苯二甲酸二异壬酯 （Di-iso-nonyl phthalate）                                                  | DINP      |        | 418.61  | 28553-12-0 |
| 邻苯二甲酸二(3,5,5-三甲基己基)酯                                                               |           |        | 418.61  | 14103-61-8 |
| 邻苯二甲酸二癸酯 （Di-n-decyl phthalate）                                                      | DDP       |        | 446.672 | 84-77-5    |
| 鄰苯二甲酸二异癸酯 （Di-iso-decyl phthalate）                                                  | DIDP      |        | 446.672 | 26761-40-0 |
| 邻苯二甲酸二(2-丙基庚)酯 （Di(2-propylheptyl) phthalate）                                      | DPHP      |        | 446.672 | 53306-54-0 |
| 邻苯二甲酸二正十一酯 （Di-n-undecyl phthalate）                                                | DUP       |        | 474.72  | 3648-20-2  |
| 邻苯二甲酸二异十一酯 （Di-iso-undecyl phthalate）                                              | DIUP      |        | 474.72  | 85507-79-5 |
| 邻苯二甲酸二正十三酯 （Di-n-tridecyl phthalate）                                               | DTP       |        | 530.82  | 119-06-2   |
| 邻苯二甲酸二异十三酯 （Di-iso-tridecyl phthalate）                                             | DITP      |        | 530.82  | 68515-47-9 |

#### 两个醇不同
| 名稱                                                      | 縮寫 | 結構式 | 分子量 | CAS編號     |
| --------------------------------------------------------- | ---- | ------ | ------ | ----------- |
| 邻苯二甲酸丁基环己酯 （Butyl cyclohexyl Phthalate）       | BCP  |        | 305.39 | 84-64-0     |
| 邻苯二甲酸正戊基异戊基酯 （n-Pentyl-isopentyl Phthalate） | PIPP |        | 306.40 | 776297-69-9 |
| 邻苯二甲酸丁苄酯 （Butyl Benzyl Phthalate）               | BBP  |        | 312.36 | 85-68-7     |
| 邻苯二甲酸丁基正癸酯 （Butyl n-decyl Phthalate）          | BDP  |        | 362.56 | 89-19-0     |
| 邻苯二甲酸正辛正癸酯 （n-Octyl-n-decyl Phthalate）        | ODP  |        | 418.68 | 119-07-3    |

### 单酯
| 名稱                                                       | 縮寫 | 結構式 | 分子量 | CAS編號    |
| ---------------------------------------------------------- | ---- | ------ | ------ | ---------- |
| 邻苯二甲酸单甲酯 （Mono methyl Phthalate）                 | MMP  |        | 180.16 | 4376-18-5  |
| 邻苯二甲酸单乙酯 （Mono ethyl Phthalate）                  | MEP  |        | 194.2  | 2306-33-4  |
| 邻苯二甲酸单丙酯 （Mono propyl Phthalate）                 | MPP  |        | 208.2  | 4376-19-6  |
| 邻苯二甲酸单异丙酯 （Mono isopropyl Phthalate）            | MiPP |        | 208.2  | 35118-50-4 |
| 邻苯二甲酸单丙烯酯 （Monoallyl Phthalate）                 | MAP  |        | 206.2  | 3882-14-2  |
| 邻苯二甲酸单丁酯 （Mono butyl phthalate）                  | MBP  |        | 222.24 | 131-70-4   |
| 邻苯二甲酸单异丁酯 （Mono isobutyl phthalate）             | MiBP |        | 222.24 | 30833-53-5 |
| 邻苯二甲酸单环己酯 （Mono cyclohexyl Phthalate）           | McHP |        | 248.27 | 7517-36-4  |
| 邻苯二甲酸单苄酯 （Mono Benzyl Phthalate）                 | MBzP |        | 256.07 | 2528-16-7  |
| 邻苯二甲酸单-2-乙基己基酯 （Mono(2-ethylhexyl) Phthalate） | MEHP |        | 278.34 | 4376-20-9  |

## 用途
这一类物质是塑料工业中最常见的增塑剂/軟化劑/可塑劑，广泛添加于日常及工业的高分子塑胶产品的生产，它被普遍应用于玩具、食品包装材料、医用血袋和胶管、清洁剂、润滑油、个人护理用品、乙烯地板和壁纸等很多材料之中。
鄰苯二甲酸酯在多種產品中使用，例如藥丸及營養補品的腸衣、粘度劑、膠凝劑、助膜劑、穩定劑、分散劑、潤滑劑、粘結劑、乳化劑及懸浮劑等，其應用領域涵蓋粘合劑和膠水、電子業、農業佐劑、建築材料、個人護理產品、醫療器械、洗滌劑和表面活性劑、包裝業、兒童玩具、雕塑土、蠟、油漆、油墨、塗料、藥物、食品和紡織業等。另外，它也用於軟塑膠魚餌、填縫劑、噴繪顏料和所謂由“果凍橡膠”製成的性玩具；還有多種家居用品，如浴簾、塑膠裝飾、粘合劑、地磚、食品罐及封裝器、清潔材料；含鄰苯二甲酸酯的個人護理品包括香水、眼影、潤膚膏、指甲油、洗手液和髮膠；
在現代電子產品和導尿管、輸血設備等醫療產品中也有發現。其中應用最廣的是鄰苯二甲酸二辛酯（DEHP）、鄰苯二甲酸二癸酯（DIDP）和鄰苯二甲酸二壬酯（DINP）。DEHP價格低主要作用於聚氯乙烯中；鄰苯二甲酸苯丁酯（BBP）通常用於作地板材料的泡狀聚氯乙烯；有R和R'基團的鄰苯二甲酸酯用作香水和農藥的溶劑。
鄰苯二甲酸酯类增塑剂首先在1920年代引进，引进后不久便很快取代了当时用作增塑剂、气味很大且易挥发的樟脑。1935年聚氯乙烯生产工业化，鄰苯二甲酸酯作为增塑剂得到了更广泛的应用。目前它是增塑剂的主体，其产量约占增塑剂总产量80％左右，大部分用于聚氯乙烯和氯乙烯共聚物，其余用于纤维素衍生物、聚醋酸乙烯酯、聚乙烯醇等。
全球範圍內，每年消費約600萬噸的塑化劑，其中歐洲的消費量約為100萬噸，占整個塑膠製品重量的10-60%。
最近歐洲，規章條例的發展改變了鄰苯二甲酸酯的消費，用未認為有危險的DIDP和DINP代替DEHP作塑化劑。儘管用現有危險評估方法研究DEHP未顯示危險性，但DEHP被歸為1A 類原毒素且現已列入了歐盟註冊、評估、許可與限制的化學物質REACH法規的附錄14中，這就意味著生產者和使用者需要得到赫爾辛基的歐洲化學品管理局授權才能繼續使用DEHP。鑒於大量化合物用作塑化劑，因此需研發應用新的替代品並且新品的評估也可能是長遠的。

## 對健康之影響

### 暴露
一般人容易會在塑膠製品包裝中接觸到鄰苯二甲酸酯類，在生活中有很多食物在加工、加熱、包裝、盛裝的過程裡可能會造成鄰苯二甲酸二辛酯（DEHP）的溶出且滲入食物中。
塑膠玩具、覆蓋食物微波加熱的保鮮膜、盛裝食物的塑膠容器、室內裝潢或家庭產品亦多數屬於塑膠材質、吃手扒雞的塑膠手套、醫療用的塑膠手套或輸血袋等，都可見鄰苯二甲酸酯類的蹤影。
由於鄰苯二甲酸酯與塑膠混合時未形成共價鍵，因此它極易釋放到環境中且隨著塑膠的老化和分解，其釋放速度加快。環境中鄰苯二甲酸酯受到生物降解、光降解和厭氧降解，因此通常不會存在於戶外環境中且城市和郊區的室外空氣濃度比鄉村和偏遠地區高。
通常，由於來源的性質，室內空氣濃度比室外濃度高；而由於揮發性不同，空氣中DEP和DMP的濃度比DEHP更高；且空氣溫度越高使得其中鄰苯二甲酸酯的濃度越高。聚氯乙烯地板釋放出更高濃度的BBP和DEHP，且它們更普遍地存在於灰塵中。一項2012年關於瑞典兒童的研究發現，聚氯乙烯地板釋放的鄰苯二甲酸酯被攝入到他們體內，研究顯示他們不僅會從食物而且也可以通過呼吸和皮膚攝入鄰苯二甲酸酯。
人們經常身處富含鄰苯二甲酸酯的環境中，美國疾病控制與預防中心對許多美國人進行檢查，發現他們的尿液中有多種鄰苯二甲酸酯的代謝物。最近人類生物監測資料顯示，兒童的可耐受攝入量超出了可觀程度，在某些情況下甚至高達20倍。鄰苯二甲酸酯類塑化劑並非通過化學鍵與聚氯乙烯結合，因此它們很容易浸出和揮發到食物或大氣中。直接使用或者身處污染的環境中都會接觸到鄰苯二甲酸酯，其中飲食是鄰苯二甲酸二辛酯(DEHP)和其他鄰苯二甲酸酯的主要來源而牛奶、黃油和肉類這些高脂食物則是重要來源。DEP、DBP、BBzP這類低分子量的鄰苯二甲酸酯可能會被皮膚吸收；而易揮發的鄰苯二甲酸酯也主要是被吸入。
2008年，保加利亞的一項研究顯示，患有哮喘和過敏病的兒童比正常兒童房間灰塵中含有更高濃度的DEHP。該研究作者說，“據家長們陳述，在最近12個月裡，哮喘與DEHP的濃度有顯著聯繫”。在保加利亞，幾乎所有採樣的房間中都發現了鄰苯二甲酸酯；該研究也發現，從使用拋光劑的房間中採集到的灰塵樣本含有更高濃度的DEHP、BBzP和DnOP；但由採集的關於地板材料的資料顯示，它們在鋪有裝潢（聚氯乙烯或油毯）地板的未拋光房間與純木板房屋中的濃度上並沒有顯著的差異，經常打掃確實會降低它們的濃度。
通常兒童身處鄰苯二甲酸酯中的機會高於成人。20世紀90年代，加拿大人通過模擬環境實驗估算，嬰兒對DEHP的接觸量是每天9μg/kg體重、學步小孩是19μg/kg體重、兒童是14μg/kg體重、成年人是6μg/kg體重。嬰兒和學步小孩由於經常動嘴，他們接觸到鄰苯二甲酸酯的風險更高，其中含鄰苯二甲酸酯的護嬰產品是接觸源。2008年一項研究的作者們發現，“使用嬰兒潤膚露、嬰兒粉和嬰兒洗髮水會增加嬰兒尿液中鄰苯二甲酸酯代謝物的濃度且這種聯繫在幼小嬰兒中最強。這些發現表明，皮膚接觸顯著增加了這類人群體內鄰苯二甲酸酯的積存量。”雖然他們未檢查嬰兒的健康狀況，但他們發現“幼小嬰兒更易受到單位體表面積、代謝功能和內分泌、再生系統等方面鄰苯二甲酸酯增量的侵害。” 
嬰兒和住院兒童特別易受鄰苯二甲酸酯接觸的影響，醫療設備和管道可能含20~40%重量比的鄰苯二甲酸二辛酯（DEHP），它們易隨管道加熱（如溫暖的鹽水/血液）而揮發出來。含鄰苯二甲酸酯的幾種醫療設備包括但不僅限於IV管道、手套、鼻飼管和呼吸管，食品與藥品管理局（FDA）對醫療設備中的鄰苯二甲酸酯作了廣泛危險評估，發現新生兒接觸到的量超過日容許攝入量的5倍，FDA據這一發現得出以下結論，“經歷醫療過程的兒童可能代表一類受DEHP影響風險高的群體。”
2008年，丹麥環境保護署（EPA）在橡皮中發現各種鄰苯二甲酸酯且警告兒童不時地吸或咀嚼它們時會有健康風險；而歐洲委員會的健康與環境風險委員會（SCHER）則認為，即使兒童咬掉並咽下小塊橡皮，也不可能引起健康問題。
藥物中也發現鄰苯二甲酸酯，它們用作生產腸溶衣的非活性成分。未知多少種藥物使用鄰苯二甲酸酯，但已知的包括奧美拉唑、地達諾新、美沙拉明和舒弗美。最近一項研究發現，美沙拉嗪（美沙拉明的特種配方）使用者尿液中鄰苯二甲酸丁酯（DBP代謝物）濃度比非使用者高50倍。研究表明，從含鄰苯二甲酸酯藥物中接觸的量遠超接觸其它來源的人群水準。服用含DBP的藥物而大量接觸引起對健康風險的關注，特別是對孕婦和兒童等弱勢群體。
2008年，美國國家研究委員會提議研究鄰苯二甲酸酯及其它抗雄激素的累積影響，它批評了美國環保局的嚴格規定——只有被檢化學物質有類似的作用機理或結構才檢測累積影響，提議取代這一產生類似危害後果的化學物質才被累積檢查的規定。:9這樣，鄰苯二甲酸酯的影響就應與其他抗雄激素共同檢測而非因機理與結構的差異被排除。

### 乳腺癌
目前對接觸鄰苯二甲酸酯的影響研究主要集中在兒童和男性健康，然而，由於女性大量使用化妝品可能處於更高的潛在健康危險中，因為鄰苯二甲酸二乙酯和鄰苯二甲酸二丁酯在化妝品和個人護膚品中幾乎無處不在。根據Davis（1994）和Lopez-Carillo等人（2010）在活體內的研究和觀察顯示，接觸鄰苯二甲酸酯與內分泌紊亂引起的乳腺癌有一定關係。此外研究顯示鄰苯二甲酸酯等內分泌干擾物可能是添加的，因此即使微量該物質也會與其它化學物質相互作用產生累積效應——不良“混合效應”。
目前，鄰苯二甲酸酯的母化合物和/或它們的代謝物都被牽連作乳腺癌（BC）的成因。2010年，《環境健康展望》上發表的一項研究，首次顯示接觸DEP——鄰苯二甲酸單乙酯（MEP）代謝物的母化合物與乳腺癌的發生幾率有關（比值2.20，p值<0.003的趨勢）。研究北墨西哥的233個控制年齡段的乳腺癌病例，檢測收集的預處理尿液中鄰苯二甲酸酯的濃度，而這些僅是初步發現需進行額外研究。有趣的是，接觸母鄰苯二甲酸酯——鄰苯二甲酸單苯酯代謝物的母本鄰苯二甲酸丁基苯酯（BBzP）顯示與BC的發生成負相關（比值0.46，p值<0.008的趨勢）。這一發現可能與BC細胞中雌激素受體複合物的脫甲基化有關，使這種特殊鄰苯二甲酸酯產生了負相關影響，由於未知混雜因素的作用，因此需對這一解釋進一步確認研究。眾所周知，DEP在個人護膚品、除臭劑和香水中含量很高，而相反地，BBzP在大多數除臭劑和護髮產品中未檢測到，且檢測到的產品也僅占三分之一，所以接觸的幾率也可能影響結果。此研究中，還比較了更高的鄰苯二甲酸酯組DEP/MEP（μg/g肌酸酐）和低的BBzP/MBzP。在大多數BC病例中，原因未知且僅少於25%的病人有共同的相關危險因數經歷。例如，初潮較早、首次分娩較晚、未育、BC家族史或良性乳腺活組織檢查史。

### 內分泌失調
研究發現處在高劑量鄰苯二甲酸酯環境中的齧齒動物，激素水準發生改變且導致先天畸形。最近英國一項研究表明，和齧齒類動物一樣，鄰苯二甲酸二正丁酯（DBP）或它的代謝物鄰苯二甲酸單丁酯（MBP）也會抑制靈長類動物胎兒睾丸間質細胞中類固醇的生成。
2005年發表的一項研究中，首席研究員Shanna Swan博士在“Swan研究”中報導，懷孕期間接觸鄰苯二甲酸酯會導致男嬰肛門與生殖器間距離減短。在這項研究中，檢測了孕婦尿液樣本中的鄰苯二甲酸酯代謝物且嬰兒出生後，測量他們生殖器特徵和肛殖距，分析與母親尿液中鄰苯二甲酸酯代謝物殘留量的關係。高含量鄰苯二甲酸酯的母親生育的男孩肛殖距縮短的可能性提高7倍。與該論文同期的編輯評論，研究的樣品數偏小，“需要在一個更大、更多樣化的人群中進行更徹底的研究”。肛殖距經常被用作衡量接觸內分泌干擾物的動物幼崽的生殖功能，而很少用於評估人類，因此它的意義並未可知。有文章指出，“人類肛殖距測量與臨床上重要結果是否有關仍有待確定”，且國家毒理學計畫專家小組認為肛殖距是一個“‘新型指數’，其與人類的相關性‘尚未確定’”，說明DEHP對人類造成傷害仍“證據不足”。一些人認為Swan的研究“表明人類男性生殖發育可能會受到產前接觸到環境中鄰苯二甲酸酯的影響”。 2006年，在一項對患有隱睾症男孩的研究中，研究者推測接觸到鄰苯二甲酸酯和抗雄激素的農藥可能導致了這一後果。
與Swan的研究相反，一項早期研究發現，“出生時接觸大量DEHP的青少年沒有在他們的身體生長和發育成熟方面表現出顯著的不良影響”。然而，這項研究檢測了靜脈注射鄰苯二甲酸二酯的兒童，發現靜脈注射並未引起毒性較小的鄰苯二甲酸二酯轉變成毒性較大的單酯代謝物。
2009年11月，Swan等人在《國際男科學雜誌》發表了一篇題為“產前接觸鄰苯二甲酸酯，會降低男孩男性發揮”的文章，文章指出：

 “……表明，產前接觸抗雄激素鄰苯二甲酸酯可能與降低男孩男性典型特徵行為有關... [和] ...表明，這些無處不在的環境化學物質有可能改變人類大腦雄激素敏感區的發育。”

### 其他影響
肥胖流行症可能與內分泌失調和代謝干擾有關。研究發現子宮內接觸到鄰苯二甲酸酯的小鼠並未引起成鼠代謝失調。然而，“在美國男性中，幾種普遍的鄰苯二甲酸酯代謝物的濃度在統計學上與異常肥胖和胰島素抗性顯著相關”。研究發現鄰苯二甲酸單乙基己酯（MEHP）——DEHP的一種代謝物，影響所有三種過氧化物酶體增殖物-啟動受體（PPARs），而它們是細胞核受體大家族的成員。該研究的作者稱：“PPARs在脂肪和碳水化合物代謝中的作用會被亞類污染物啟動，暫命名為代謝失調”，鄰苯二甲酸酯就屬於這一類代謝干擾物，因此很可能多年接觸這些代謝干擾物，使得它們以一種微妙方式解除複雜代謝途徑的調控。2011年，一項關於紐約市兒童的研究，發現尿液中鄰苯二甲酸酯代謝物濃度和身型體重之間具有聯繫。2012年的一項研究表明，高濃度的鄰苯二甲酸鹽可能與目前兒童肥胖流行有關，結果發現，肥胖兒童比非肥胖兒童更多的接觸鄰苯二甲酸酯。據報導，兒童血液中化學物質的濃度水準增加了肥胖幾率。
用大量鄰苯二甲酸酯餵養齧齒類動物，發現它們會損傷肝臟和睾丸，且最初的齧齒類動物研究也表明了肝致癌性，依據此結果，鄰苯二甲酸酯被IARC、EC和WHO列為可能的致癌物。最近對於靈長類動物的研究顯示，這一機理特定於齧齒動物，而人類能抵抗這一影響，因此隨後撤銷了該致癌物質的分類。
2004年，瑞典-丹麥的一支聯合流行病學研究小組發現了兒童過敏和鄰苯二甲酸酯DEHP和BBzP間的聯繫。他們的綜述文章和相關資料的元分析結果顯示房間中鄰苯二甲酸酯與哮喘之間是有關聯的，尤其對於兒童，但因接觸量資料不精確，此證據有局限性。
2007年，美國男性一項代表性研究推斷，尿液中4種鄰苯二甲酸酯代謝物的濃度與腰圍有關，3種鄰苯二甲酸酯的濃度與胰島素（II型糖尿病前體物）細胞抗性有關。作者注意到，由於腰圍與胰島素耐受性有關，還需進行後續的縱向研究。2012年的一項研究表明，與攝入低含量鄰苯二甲酸酯的人相比，攝入量高的人患糖尿病的風險大概要高出兩倍之多。同時研究發現，鄰苯二甲酸酯還與干擾胰島素產生有關。
2009年，《兒科雜誌》上發表的一篇文章報導，胎兒期接觸鄰苯二甲酸乙酯與出生嬰兒體重低有關，而出生體重低會導致5歲以下兒童死亡，以及增加成年後患心血管病和代謝病的風險。密西根大學公共衛生學院的研究者發現，早產女性尿液中鄰苯二甲酸酯的平均含量是正常生產女性的3倍。
2009年，韓國科學家報導發現，兒童尿液中鄰苯二甲酸酯濃度與少兒多動症（ADHD）有顯著相關性。雖然，需要更多的研究來最終確定這一關係，但文章建議消費者應當注意該類物質對行為和神經疾病的潛在影響。此研究結果被西奈山醫學院兒童環境健康研究院重複驗證，該研究包括了1998年至2002年紐約市的多種族胎兒人群（n=404），研究發表於2010年1月。胎兒產前接觸鄰苯二甲酸酯與4~9歲時的行為能力具有相關性；2011年發表的一篇文章跟蹤研究了1999年至2006年出生的319位婦女的孩子，來評估孕期接觸鄰苯二甲酸酯與3歲兒童可不良反應之間存在的可能性聯繫，結果表明，孕期接觸鄰苯二甲酸酯會影響兒童在幼稚園期間的智力、運動和行為發展；研究中的高級流行病學家說“此研究涉及的女性接觸量遞增（從最低的25%至最高的25%）與兒童出現運動和/或行為問題的可能性增加2倍或3倍具有相關性”。

### 生物替代品
市場上有大量的生物替代品，但問題是它們價格昂貴且用作主要增塑劑相容性差。
現已研發出一種取材於植物油的增塑劑，它使用單一反應器合成，作為增塑劑具有相容性。它是一種鄰苯二甲酸二辛酯的現成取代物。

## 法律地位

### 歐盟
從1999年以來，歐盟就限制一些鄰苯二甲酸酯在兒童玩具中使用，其中DEHP、BBP和DBP在所有玩具中均限制使用；DINP、DIDP和DNOP僅在入口的玩具中限制使用。限制中寫明鄰苯二甲酸酯的含量不能超過玩具中增塑部分品質的0.1%，這幾種鄰苯二甲酸酯在其他產品中的含量未作限定，且其他鄰苯二甲酸酯含量亦不受限制。
雖然已擱置了將BBP、DEHP和DBP列入REACH候選批准物質的提案，但歐盟未作出其他特定限制。英國綠色和平組織荷蘭辦公室試圖鼓勵歐盟禁止性玩具中使用鄰苯二甲酸酯。如今這些都已完成，DEHP、BBP和DBP已被列入REACH法規的附錄14中。

### 美國
2008年8月，由美國國會通過、布希總統簽署的《消費品安全改進法案》（CPSIA）成為國際公法第110~314條。2009年2月10日，該法的第108章節詳細說明了“任何人在市場中生產、供應、銷售或者引入‘DEHP、DBP或BBP’含量超過0.1%的兒童玩具或兒童喜愛物品都是非法的”“任何人在市場中生產、供應、銷售或者引入‘DINP、DIDP、DnOP’含量超過0.1%的入口兒童玩具或兒童喜愛物品都是非法的。此外，法律要求建立永久審查委員會來檢測其他鄰苯二甲酸酯的安全性。消費產品安全委員會先于立法之前就已發起自願撤銷在出牙嚼器（供嬰孩長牙時咬的玩具）、安撫奶嘴和撥浪鼓中使用DEHP和DINP的行動來消除對危害兒童的風險，且建議反對頒佈鄰苯二甲酸酯的禁令。
2009年起加利福尼亞就限制了一些鄰苯二甲酸酯在出售的兒童玩具中使用。

### 澳大利亞
2010年1月，澳大利亞消費者事務部長克雷格·愛默生宣佈了對鄰苯二甲酸二辛酯含量超過1%的物品的禁令，由於國外相關研究表明它會造成生殖障礙。

## 塑膠識別

Some type 3 plastics may leach phthalates.

鄰苯二甲酸酯在某些但非全部聚氯乙烯配方中使用，且沒有特定的鄰苯二甲酸酯標記要求。聚氯乙烯塑膠廣泛用於各種容器、硬質包裝、醫用導管和袋子中且被標識“類型3”來用作回收。然而，聚氯乙烯物品中是使用鄰苯二甲酸酯而非其他塑化劑卻未作標注，僅主要用作硬質結構材料的未增塑聚氯乙烯（uPVC）不含塑化劑。若用更準確的檢測，如氣相色譜或液相色譜，這些化學分析則能檢測到鄰苯二甲酸酯。
聚對苯二甲酸乙二醇酯乙烯（PETE）是瓶裝水和許多蘇打水包裝的主要材料，含有PETE的產品標識“類型1”（包含“1”的迴圈三角形）來用作回收。雖然單詞“鄰苯二甲酸酯”出現在名字中，但PETE未用它作增塑劑，對苯二酸酯聚合物PETE和鄰苯二甲酸酯增塑劑是不同的化學物質。然而儘管這樣，許多研究卻在瓶裝水和蘇打水中發現DEHP等鄰苯二甲酸酯。一種說法是它們是在塑膠回收利用時引入的，為了確認塑化劑來於包裝瓶而非已存在于水中，許多研究檢測了瓶裝前的液體。

## 食品中檢測
2009年2月，歐盟委員會的聯合研究中心（JRC）發表了一篇關於食品中塑化劑檢測方法的文獻綜述。

## 小结
近些年来的研究表明鄰苯二甲酸酯可通过呼吸道、消化道和皮肤等途径进入人体，是一种重要的內分泌干擾素，会使男性精子数量减少、活动能力低下，干扰男性生殖道的正常发育，以及增加女性患乳腺癌的几率等等。目前美国、欧盟已针对鄰苯二甲酸酯类建立规范，以减少鄰苯二甲酸酯类对人体造成进一步的危害。
鄰苯二甲酸酯類被世界衛生組織（WHO）公告為一種環境荷爾蒙，具有雌性荷爾蒙的作用，在體內會干擾人體的內分泌系統。有研究指出，孕婦體內的鄰苯二甲酸酯濃度愈高，產下的男嬰生殖器官陰莖短小、陰莖先天畸型、尿道下裂與隱睪症的風險就愈高。若在成年男性體內鄰苯二甲酸酯濃度愈高，精子的數量就會愈少，精子品質和活動力也愈差。
此類可塑劑／軟化劑／增塑劑，能透過油脂而進入人體。可塑劑危害人體健康在國際間的研究甚多。目前中華民國環保署將鄰苯二甲酸二辛酯（DEHP）及鄰苯二甲酸二丁酯（DBP）列為第四類毒性化學管制物質，鄰苯二甲酸二正辛酯（DNOP）為第一類毒性化學管制物質，因此相關製品的使用者應重視塑膠內含有之可塑劑產生的危害。
美國疾病控制與預防中心對許多美國人進行檢查，發現他們的尿液中有多種鄰苯二甲酸酯的代謝物。鄰苯二甲酸酯類塑化劑並非通過化學鍵與聚氯乙烯結合，因此它們很容易浸出和揮發到食物或大氣中。直接使用或者身處污染的環境中都會接觸到鄰苯二甲酸酯，其中飲食是鄰苯二甲酸二辛酯（DEHP）和其他鄰苯二甲酸酯的主要來源而牛奶、黃油和肉類這些高脂食物則是重要來源。
研究發現處在高劑量鄰苯二甲酸酯環境中的齧齒動物，激素水準發生改變且導致先天畸形。

### 扩展阅读
- Hauser R, Meeker JD, Singh NP;  et al. . Hum. Reprod. March 2007, 22 (3): 688–95. PMID 17090632. doi:10.1093/humrep/del428.
- Drew CH, Grace DA, Silbernagel SM;  et al. . Environ. Health Perspect. March 2003, 111 (3): 263–72. PMC 1241381 . PMID 12611653. doi:10.1289/ehp.5203. （原始内容存档于2011-08-11）.
- Swan, S.H. 2004. Phthalates in pregnant women and children. e.hormone 2004 conference. October 27–30. New Orleans.
- Lovekamp-Swan T, Davis BJ. . Environ. Health Perspect. February 2003, 111 (2): 139–45. PMC 1241340 . PMID 12573895. doi:10.1289/ehp.5658.
- Gray LE, Ostby J, Furr J, Price M, Veeramachaneni DN, Parks L. . Toxicol. Sci. December 2000, 58 (2): 350–65. PMID 11099647. doi:10.1093/toxsci/58.2.350.
- Tickner JA, Schettler T, Guidotti T, McCally M, Rossi M. . Am. J. Ind. Med. January 2001, 39 (1): 100–11. PMID 11148020. doi:10.1002/1097-0274(200101)39:1<100::AID-AJIM10>3.0.CO;2-Q.
- Kohn MC, Parham F, Masten SA;  et al. . Environ. Health Perspect. October 2000, 108 (10): A440–2. JSTOR 3435033. PMC 1240144 . PMID 11097556. doi:10.2307/3435033.
- Centers for Disease Control. . （原始内容存档于2010-11-29）.
- Centers for Disease Control. . （原始内容存档于2010-12-29）.
- Centers for Disease Control. .   [2020-02-09]. （原始内容存档于2019-11-02）.
- Davis, B.J., Maronpot, R.R. & Heindel, J.J. . Toxicol Appl Pharmacol. 1994, 128 (2): 216–233. doi:10.1006/taap.1994.1200.
- Latini, G. and Del Vecchio, A.;  et al. . Toxicology. 2006, 226 (2–3): 90–98. PMID 16905236. doi:10.1016/j.tox.2006.07.011.
- Mendes, Amaral J. . Food and Chemical Toxicology. 2002, 40 (6): 781–788. PMID 11983272. doi:10.1016/S0278-6915(02)00018-2.

### 研究
- Bornehag CG, Sundell J, Weschler CJ;  et al. . Environ. Health Perspect. October 2004, 112 (14): 1393–7. PMC 1247566 . PMID 15471731. doi:10.1289/ehp.7187.[]
- DIDP, DINP, and DBP - Risk Assessment Reports by the European Chemicals Bureau (ECB).
- López-Carrillo L, Hernández-Ramírez RU, Calafat AM;  et al. . Environ. Health Perspect. December 2009, 118 (4): 539–44. PMC 2854732 . PMID 20368132. doi:10.1289/ehp.0901091.

### 低/无健康风险来源提示
- Phthalates Information Centre （页面存档备份，存于）; an initiative of the European Council for Plasticisers and Intermediates (ECPI)
- Phthalates Information Center （页面存档备份，存于）; from the American Chemistry Council, Inc.
- Phthalates and Human Health, by Kenneth Green, D.Env.; Director of the Environmental Program at Reason Public Policy Institute, Reason Foundation, 2000

### 媒体
- NOW on PBS: Phthalates and Toxic Toys? （页面存档备份，存于）
- Interview with Mark Schapiro （页面存档备份，存于） from Fresh Air (NPR) ; November 26, 2007
- Phthalates Now Linked to Fat, Related Health Risks, University of Rochester Medical Center, March 14, 2007.
- New Scientist （页面存档备份，存于） and Scientific American （页面存档备份，存于） articles on Environmental Health Perspectives report; see Research.
- Panel Ranks Risks of Common Phthalate: Additional research underscores concerns about DEHP that were first expressed in 2000 report （页面存档备份，存于）, Bette Hileman, Chemical and Engineering News, NOVEMBER 14, 2005, 83(46):32–36.
- Congress Bans Toxic Phthalates from Toys （页面存档备份，存于）, Everett Sizemore, US Recall News, August 13, 2008